# Ngujungrejo
Ngujungrejo is een bestuurslaag in het regentschap Lamongan van de provincie Oost-Java, Indonesië. Ngujungrejo telt 1935 inwoners (volkstelling 2010).